# Haldena (mjesec)
Haldena (također Jupiter XXI) je prirodni satelit planeta Jupiter, iz grupe Carme. Retrogradni nepravilni satelit s oko 3.8 kilometra u promjeru i orbitalnim periodom od 699.327 dana.